# Epidromia valida
Epidromia valida är en fjärilsart som beskrevs av Walker 1865. Epidromia valida ingår i släktet Epidromia och familjen nattflyn. Inga underarter finns listade i Catalogue of Life.